# Avtopat A2
Die Avtopat Majka Teresa (deutsch Mutter Teresa), ausgeschildert als A2 (ehm. Polaavtopat M2 und Avtopat M4), ist eine teils Autobahn, teils Halbautobahn in Nordmazedonien. Als eigentliche Autobahn sind 91 von 306 Kilometern ausgebaut.
Die A2 ist Teil des Paneuropäischen Verkehrskorridors VIII und der Europastraßen 65, 852 und 871.

## Straßenverlauf
Die A2 beginnt bei der bulgarischen Grenze bei der Ortschaft Devebair und führt in westlicher Richtung bis nach Kumanovo an der A1. Die A2 ist zwischen Kumanovo und der Ortschaft Miladinovci unterbrochen und wird als A1 ausgeführt. Weiter zweigt die A2 von der A1 bei Miladinovci ab und umgeht als Umfahrungsautobahn die Hauptstadt Skopje von Osten über Norden nach Westen. Bei Tetovo macht sie einen Knick nach Süden und geht schnurgerade weiter bis nach Gostivar. Von da an ist die A2 als zweispurige Nationalstraße ausgebaut und führt über eine kurvenreiche Strecke auf den Straža-Pass und dann auf der anderen Seite hinunter nach Kičevo. Der letzte Abschnitt bis zur albanischen Grenze bei Qafë Thana/Čafasan ist eine gewöhnliche, Dörfer verbindende Landstraße. Bei Podmolje am Ohridsee zweigt die A3 ab und verbindet das nahe Ohrid mit der A2. Vor dem Grenzübergang umfährt die Autobahn zudem im Norden die Stadt Struga.

## Ausbauzustand
Im November 2013 wurde ein Abkommen zwischen der mazedonischen Regierung und einem chinesischen Straßenbauunternehmen unterzeichnet, wonach Anfang 2014 die Bauarbeiten am Abschnitt Kičevo–Ohrid beginnen und sie zu einer Autobahn ausbauen sollen. An dem 56,7 Kilometer wird 2019 noch gebaut. Die Baukosten sind erheblich gestiegen.

## Bilder

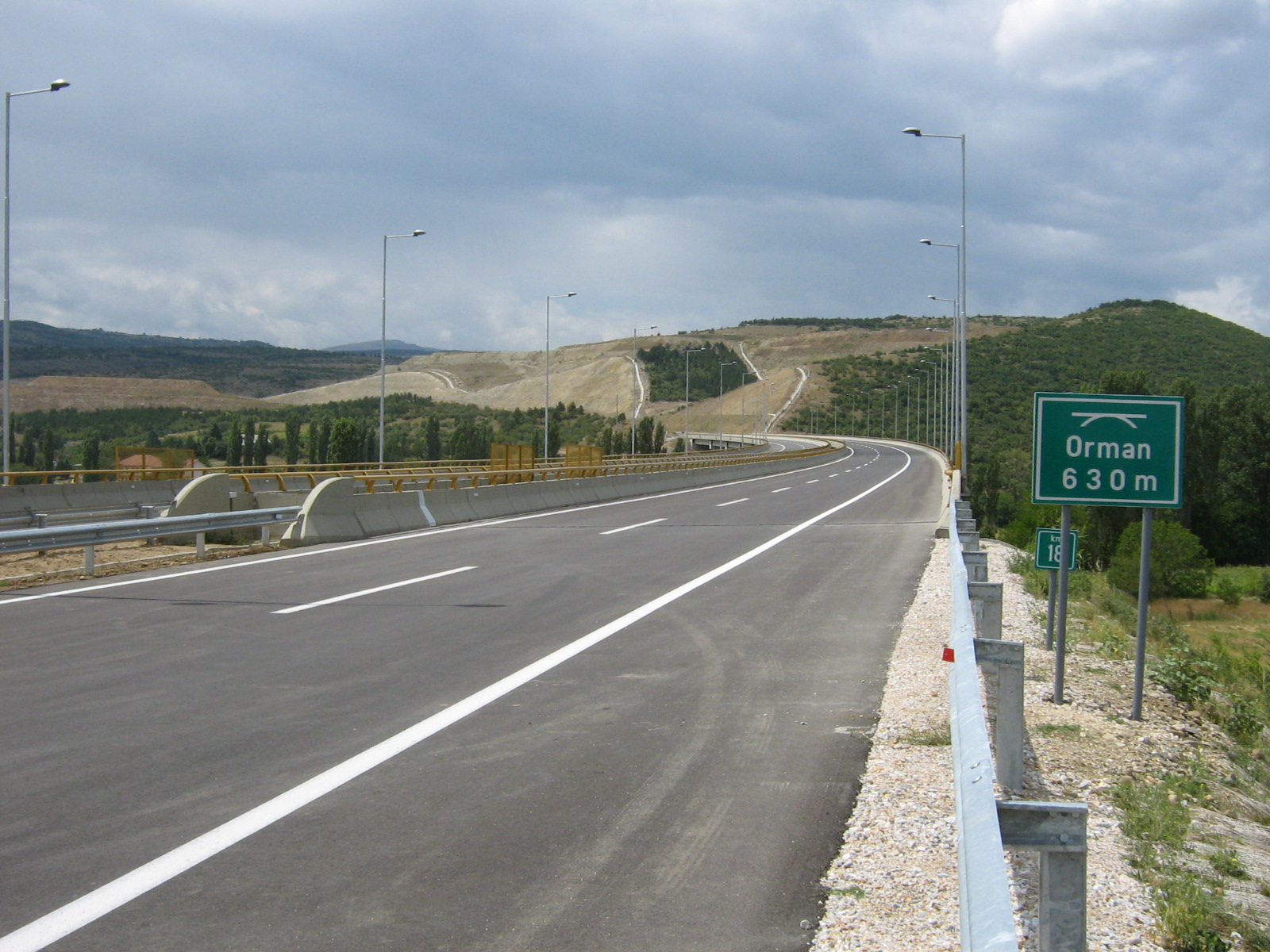
Umfahrung Skopje
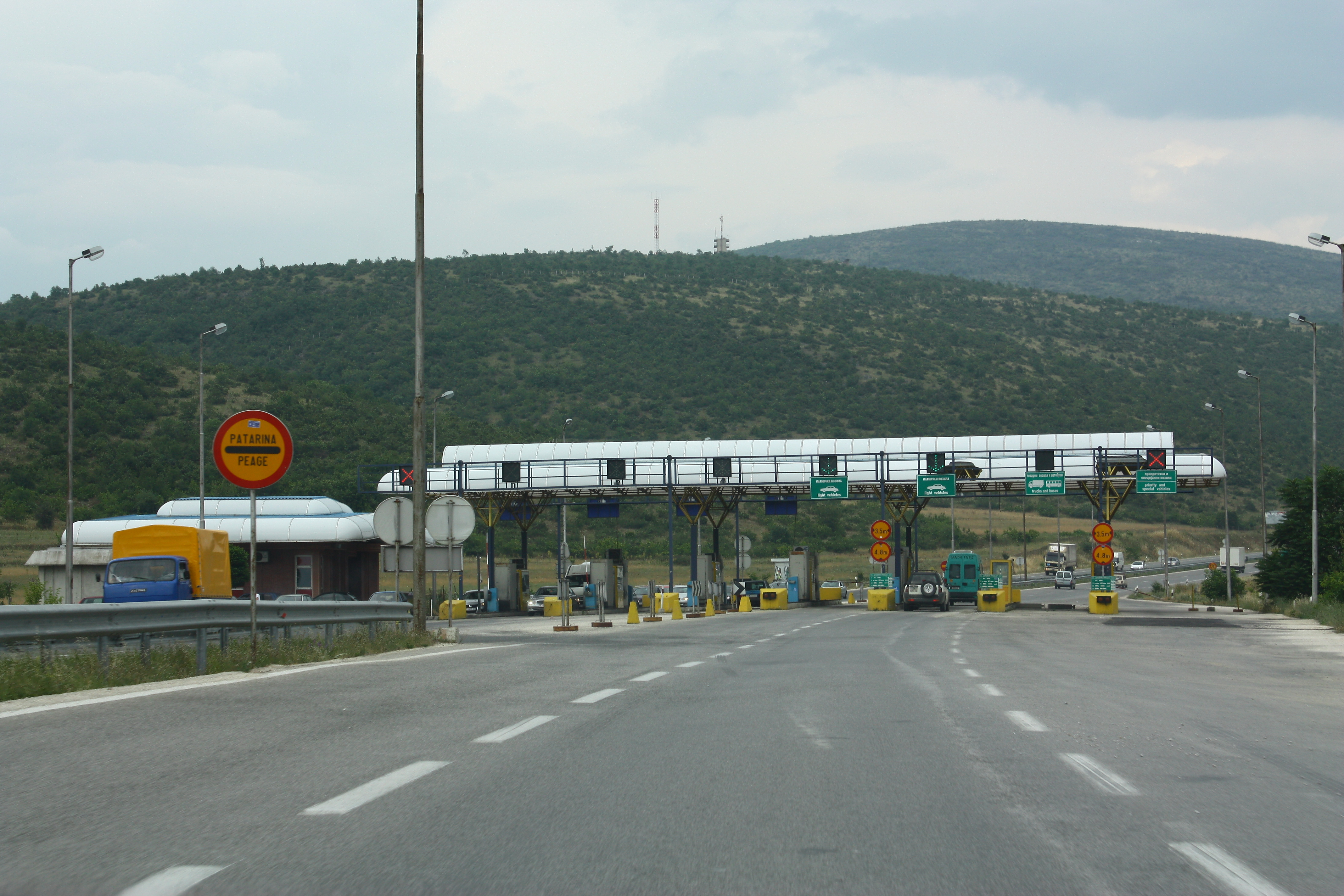
Mautstelle Želino
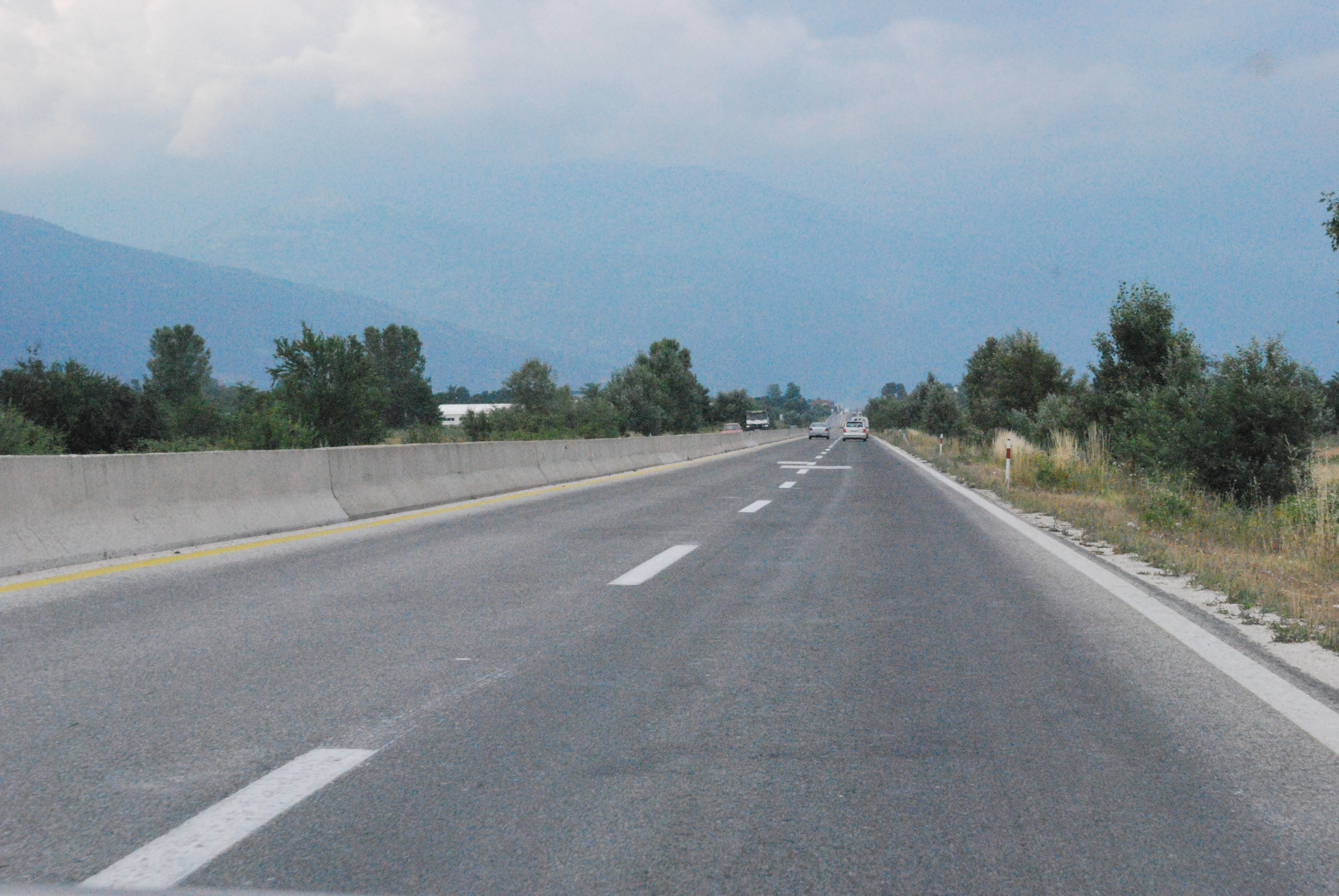
Gostivar–Tetovo
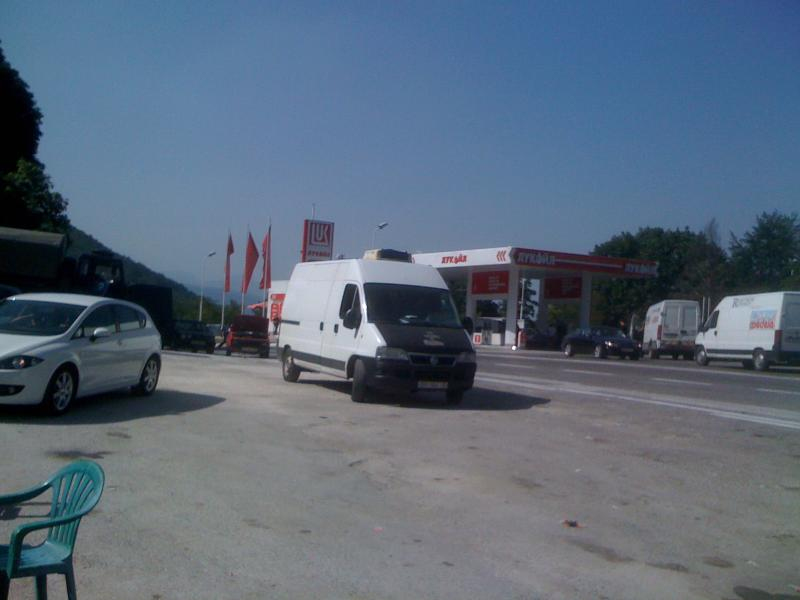
Straža-Pass
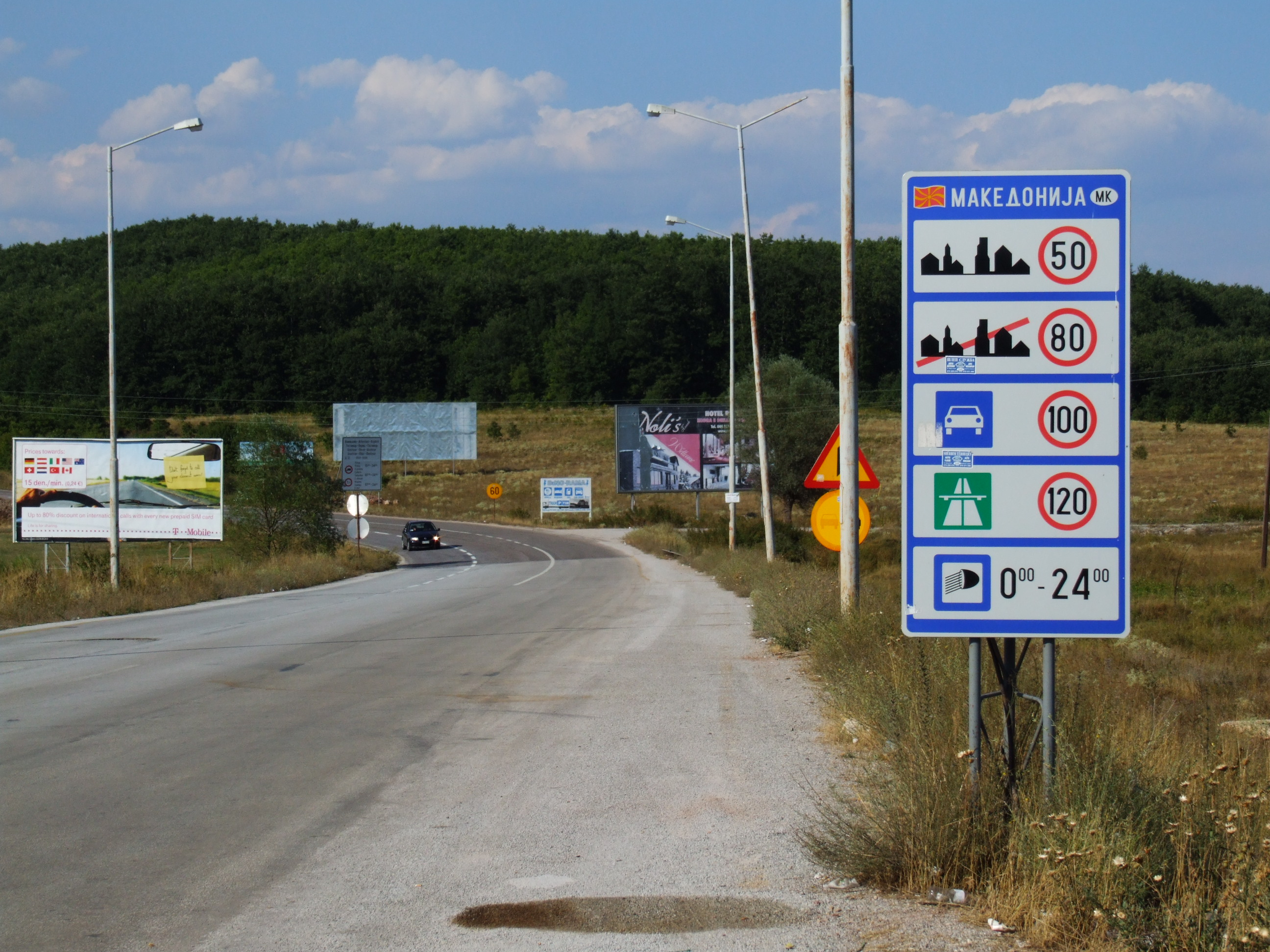
Albanisch-nordmazedonischer Grenzübergang Qafë Thana/Čafasan